# Stardew
Stardew è un singolo del gruppo musicale canadese Purity Ring, pubblicato il 18 febbraio 2020 come primo estratto dal terzo album in studio Womb.

## Video musicale
Il videoclip della canzone è stato reso disponibile il 7 maggio 2020.